# Pilatus PC-9
Pilatus PC-9 – jednosilnikowy lekki samolot szkolno-treningowy produkowany przez szwajcarskie przedsiębiorstwo Pilatus Aircraft. 

## Historia
Firma Pilatus przystąpiła do rozwoju swego samolotu Pilatus PC-7. Nowa konstrukcja nie miała zastąpić poprzednika ale zdobyć Pilatusowi nowe rynki, na których wymagany był samolot pozwalający na szkolenie pilotów samolotów odrzutowych (takie zapotrzebowanie zgłaszał m.in. RAF). W nowej konstrukcji zastosowano fotele wyrzucane Martin-Baker CH 11A, wyposażenie zunifikowano z samolotem BAE Hawk. Skrzydło zostało przekonstruowane, zmieniono jego profil, zmniejszono rozpiętość i wydłużenie. W samolocie zabudowano silnik Pratt-Whitney Canada PT-6A-62, co poprawiło osiągi samolotu. Oblot nowego samolotu nastąpił 7. maja 1984 r.
Drugi prototyp został oblatany 19 września 1985 r. Seryjne samoloty zostały zakupione przez lotnictwo Birmy, w 1985 r. zostały zakupione przez lotnictwo saudyjskie. W 1986 r. australijska filia Hawker de Hawliand zyskała prawo do produkcji 67 egzemplarzy. W Stanach Zjednoczonych maszyna została wdrożona do produkcji jako Beech Ml. II.
Obecnie produkowana jest wersja PC-9M, która weszła do służby w 1994. Samolot jest produkowany w USA jako Beechcraft T-6 Texan II (oryginalnie Beech Pilatus PC-9 Mk II), na pełnej licencji umożliwiającej jego modyfikację i eksport, Siły Zbrojne Stanów Zjednoczonych planują pozyskanie ponad 700 T-6.

## Użytkownicy

### Wojskowi
- Royal Australian Air Force: 65 PC-9/A
- Królewskie Saudyjskie Siły Powietrzne: 50 PC-9 (za pośrednictwem brytyjskiego BAe)
- Siły Powietrzne Mjanmy: 7 PC-9 (uzbrojone)
- Bułgarskie Siły Powietrzne: 6 PC-9M zamówionych w ramach przygotowań do integracji swoich sił powietrznych z NATO[4]
- Chorwackie Siły Powietrzne: 20 PC-9M. Ostatnie trzy z zamówionych maszyn dostarczono w połowie sierpnia 1996 roku[5]
- Czadyjskie Siły Powietrzne: 1 PC-9
- Irlandzki Korpus Lotniczy: 6 PC-9M (uzbrojone)
- Oman: 12 PC-9M
- Siły powietrzne i obrona przeciwlotnicza Słowenii: 9 PC-9M Hudournik (uzbrojone)
- Szwajcarskie Siły Powietrzne: 11 PC-9/F
- Tajlandia: 23 PC-9M

### Cywilni
- Condor Airlines: 10 PC-9B
- BAE Systems: 2 PC-9